# World Checklist and Bibliography of Magnoliaceae
World Checklist and Bibliography of Magnoliaceae (abreviado World Checkl. Bibliogr. Magnoliaceae) es un libro ilustrado con descripciones botánicas que fue editado conjuntamente por David Gamman Frodin y Rafaël Herman Anna Govaerts en el año 1996.